# SN 2010ll
SN 2010ll – supernowa typu Ia odkryta 10 grudnia 2010 roku w galaktyce A045029-1044. W momencie odkrycia miała maksymalną jasność 18,10m.